# Memories (песня Public Image Ltd)
«Memories» (в переводе с англ. — «Воспоминания») — песня и сингл британской группы Public Image Ltd. Был выпущен Virgin Records в форматах 7-дюймовой и 12-дюймовой грампластинок со скоростью вращения 45 оборотов в минуту. Занял 60-е место в британском хит-параде. Официальный видеоклип для промокампании не снимался.

## О сингле
Заглавный трек взят с альбома Metal Box, но имеет свой собственный микс. В первую очередь это заметно в середине песни, где два микса (альбомный и сингловый) сведены воедино. Этот микс никогда не выпускался на официальном компакт-диске. У бас-гитары Джа Уоббла более плотный звук, и вокал Джона Лайдона более резкий, чем на альбоме.
Би-сайд «Another» представляет собой вариант инструментальной композиции «Graveyard» с альбома Metal Box, но с наложенным вокалом. Похожая версия песни «Another» есть на сольном альбоме Джа Уоббла Betrayal, но там она называется «Not Another». Кто создавал обложку, неизвестно, но, предположительно, фотографии, на которых изображены Джон Лайдон и Джанетт Ли в свадебных нарядах, сделал Денис Моррис.

## Восприятие
Дэнни Бейкер, составлявший для New Musical Express в выпуске за 6 октября 1979 года рубрику рецензий на синглы, выбрал «Memories» синглом недели, составив обзор в восторженных тонах. «„Memories“ — самая агрессивная запись PiL на сегодняшний день», — писал он, — «Пульсация вибрирующего баса буквально скачет вокруг вас. Скандальный кусок ритм-н-рока, который на голову выше остальных сорокапяток за последние месяцы».
Дэвид Хепуорт из поп-издания Smash Hits, наоборот, посетовал на низкий уровень вокальной работы Лайдона, поиронизировав, что такой изобретательной группе стало бы намного легче жить без такого ленивого певца. Правда, в таком случае она бы наверняка осталась без контракта на выпуск альбома. Со слов критика, отсутствие микшерских спецэффектов в вокальной дорожке трека только подчёркивают очень плохое пение, и «кошачьи крики Лайдона» создают экспериментальной музыке дурную славу. Саймон Ладгейт из Record Mirror выразил сходное мнение, посвятив большую часть своей заметки о «Memories» издёвкам над конвертом пластинки, в свадебных фото которой он увидел более чем явные отсылки к Нэнси Спанджен. Саму запись он назвал столь же глупой, как и усы Лайдона на обложке сингла, расплывчатой болтовнёй престарелого бывшего панка, завершив отклик словами: «Когда же он наконец заткнётся?».

## Список композиций
| №  | Название   | Длительность |
| -- | ---------- | ------------ |
| 1. | «Memories» | 4:50         |

| №  | Название  | Длительность |
| -- | --------- | ------------ |
| 1. | «Another» | 3:49         |

## Участники записи
| Public Image Ltd: - Джон Лайдон — вокал - Кит Левен — гитара - Джа Уоббл — бас-гитара - Ричард Дудэнски — барабаны | Технический персонал: - Public Image Ltd — музыкальный продюсер - Ник Кук — звукоинженер - Хью Пэдхам — звукоинженер - Тим Янг — инженер нарезки лакового слоя |

## Позиции в хит-парадах
| Год  | Чарт                             | Высшая позиция | Пребывание в чарте |
| ---- | -------------------------------- | -------------- | ------------------ |
| 1979 | Великобритания (UK Albums Chart) | 60             | 2 недели           |